# 하이너 괴벨스
하이너 괴벨스(Heiner Goebbels, 1952년 8월 17일 독일 라인란트팔츠주 노이슈타트안데어바인슈트라세 ~ )는 독일의 작곡가, 지휘자, 연극연출가이다. 1999년부터 2018년까지 기센 대학교 응용연극연구소(독일어: Institut für Angewandte Theaterwissenschaften) 교수, 2006년부터 2018년까지 헤센 시어터 아카데미 회장을 지냈다. 대표작으로 《대체된 도시들》(서로게이트 시티, Surrogate Cities, 2000), 《하시리가키》(Hashirigaki, 2000), 《슈티프터의 사물들》(슈티프터스 딩어, Stifters Dinge, 2007) 등이 있다.